# Vojtěch Polák
Vojtěch Polák (* 27. Juni 1985 in Ostrov nad Ohří, Tschechoslowakei) ist ein tschechischer Eishockeyspieler, der zuletzt bis April 2020 beim HC Karlovy Vary aus der tschechischen Extraliga unter Vertrag gestanden hat.

## Karriere
Vojtěch Polák begann seine Karriere im Jahr 2000 beim HC Karlovy Vary in der tschechischen Extraliga, wo er mit zwei Unterbrüchen, als er wenige Spiele für den HC Sparta Prag und für den HC Dukla Jihlava bestritt, bis 2005 spielte. 2003 wurde er von den Dallas Stars in der 2. Runde an 36. Stelle gedraftet, so dass er 2005 zu den Iowa Stars, dem Farmteam der Dallas Stars wechselte. Sein NHL-Debüt gab er am 22. Oktober 2005 für die Dallas Stars in einem Spiel gegen die Calgary Flames. Insgesamt bestritt Polák fünf Partien in der National Hockey League. Während der Saison 2007/08 wechselte er zurück zu seinem Stammverein HC Karlovy Vary. Auf die Saison 2008/2009 unterschrieb er einen Vertrag beim HC Oceláři Třinec, mit dem er 2011 tschechischer Meister wurde. Anfang September 2011 erhielt Polák einen Vertrag über vier Wochen von den Kloten Flyers. Der Vertrag mit Vojtěch Polák wurde später von den Kloten Flyers bis Weihnachten 2011 verlängert. Da der Vertrag mit den Kloten Flyers nicht verlängert wurde, übernahmen die SCL Tigers den tschechischen Stürmer ab 1. Januar 2012. Bei den Emmentalern erhielt Polák einen Vertrag bis zum Ende der Saison 2011/12. Die Saison 2012/13 begann er bei Piráti Chomutov in der tschechischen Extraliga. Er wechselte während der Saison innerhalb der Liga zu seinem Stammverein HC Energie Karlovy Vary. Im Februar 2013 kehrte Polák in die Schweiz zurück und unterschrieb beim HC Davos einen Vertrag bis zum Saisonende.
Im September 2013 wurde er von Dinamo Riga aus der Kontinentalen Hockey-Liga unter Vertrag genommen, verließ den Verein jedoch nach nur neun Spielen wieder. Im Januar 2014 kehrte er zum HC Oceláři Třinec und spielte für diesen bis zum Saisonende in der Extraliga. Ab Oktober 2014 stand er bei Ilves Tampere in der finnischen Liiga unter Vertrag und war dort hinter Sami Sandell zweitbester Scorer des Teams.

### International
Polák bestritt für Tschechien die U18-Junioren-Weltmeisterschaft 2003, bei der er ihm in sechs Spielen drei Tore und zwei Assists gelangen. 2004 nahm er an der U20-Junioren-Weltmeisterschaft teil, bei der er in sechs Spielen ein Tor erzielte.

## Erfolge und Auszeichnungen
- 2011 Tschechischer Meister mit dem HC Oceláři Třinec

## Karrierestatistik
(Legende zur Spielerstatistik: Sp oder GP = absolvierte Spiele; T oder G = erzielte Tore; V oder A = erzielte Assists; Pkt oder Pts = erzielte Scorerpunkte; SM oder PIM = erhaltene Strafminuten; +/− = Plus/Minus-Bilanz; PP = erzielte Überzahltore; SH = erzielte Unterzahltore; GW = erzielte Siegtore; 1 Play-downs/Relegation; Kursiv: Statistik nicht vollständig)